# The True Story of the Civil War
The True Story of the Civil War é um filme-documentário em curta-metragem estadunidense de 1956 dirigido e dirigido por Louis Clyde Stoumen. Venceu o Oscar de melhor documentário de curta-metragem na edição de 1957.